# تامی کوچولو
تامی کوچولو (به انگلیسی: Tommy Boy) فیلم کمدی به کارگردانی پیتر سگال محصول ۱۹۹۵ کشور ایالات متحده با بازی کریس فارلی، بو درک، دیوید اسپید، جولی وارنر.